# David Thévenon
Pour les articles homonymes, voir Thévenon.
David Thévenon, né le 16 mai 1977 à Roanne (Loire), est un ancien joueur français de basket-ball. Il évoluait au poste de meneur.

## Biographie
Il prend les rênes de l'ES Prissé-Mâcon dès sa retraite sportive, en 2012. Il est démis de ses fonctions en avril 2016.